# Sigfrid Mattsson
Erik Sigfrid Mattsson, född 19 september 1917 i Gävle Heliga Trefaldighets församling, Gävle, död 27 augusti 2009 i Gävle Tomas församling, Gävle, var en svensk längdskidåkare. Han tävlade för Skarpnäcks IF och vann Vasaloppet 1952.